# Mestna hiša Christchurch
Mestna hiša Christchurch, od leta 2007 uradno znana kot mestna hiša uprizoritvenih umetnosti Christchurch, odprta leta 1972, je glavno središče uprizoritvenih umetnosti na Novi Zelandiji. Stoji v središču mesta na bregovih reke Avon / Ōtākaro s pogledom na trg Victoria, nasproti nekdanje lokacije porušenega kongresnega centra Christchurch. Zaradi velike škode, nastale med potresom v Christchurchu februarja 2011, je bila zaprta do leta 2019. Osebje sveta je sprva predlagalo rušenje vseh avditorijev razen glavnega, toda na sestanku novembra 2012 so svetniki izglasovali obnovo celotne dvorane. Leta 2020 je bila mestna hiša evidentirana kot stavba I. kategorije dediščine.

## Zgodovina
Prva mestna hiša v Christchurchu je bila zgrajena na vogalu Hereford Street in Cathedral Square, od koder bi človek gledal na Sumner Road (od takrat preimenovan v High Street). Veranda je bila uporabljena za volitve.
Leta 1920 so v Christchurchu potekale razprave o primerni lokaciji za mestno hišo. Canterbury Progress League je pretehtala možnosti in mesto med ulicami Colombo Street, Kilmore Street in reko Avon je bilo primerno. Vodilne mestne arhitekte so vprašali za mnenje in vsi so se strinjali, da je od različnih možnosti ta lokacija boljša. Arhitekt Cecil Wood je pisno nadaljeval s takratnim županom Henryjem Thackerjem in predlagal, da bi bilo treba obravnavano lokacijo razširiti proti severu z zaprtjem ulice Kilmore. To je mesto, ki je bilo na koncu izbrano za mestno hišo (južno od Kilmora) in kongresni center Christchurch (severno od Kilmora), vendar je ulica ostala odprta.
Sedanja stavba je bila del predvidenega mestnega središča Christchurcha. Prvi del, mestno hišo, je 30. septembra 1972 odprl generalni guverner sir Denis Blundell. Projekt je izvedlo takratnih šest metropolitanskih teritorialnih lokalnih oblasti, tj. mestni svet Christchurcha, okrožna sveta Paparua in Heathcote, okrožna sveta Riccarton in Lyttelton ter okrožni svet Waimairi. Pet od teh lokalnih oblasti je bilo združenih v reformah lokalne uprave leta 1989 in Lyttelton je postal del Christchurcha marca 2006, zato je mestni svet Christchurcha v teh dneh izključno odgovoren za prizorišče.
Drugi del, nove javne pisarne kot zamenjava za Civic na ulici Manchester Street, ki naj bi bile zgrajene na vogalu ulic Kilmore in Durham, s čimer bi odrezale Victoria Street od prehoda skozi Victoria Square, niso bile zgrajene. Namesto tega je mestni svet Christchurcha leta 1978 kupil veleblagovnico Miller's na ulici Tuam in to stavbo opremil kot nove javne pisarne, ki so se v stavbo vselile leta 1980.  Hotel je stal na mestu, ki je bilo namenjeno državnim uradom čez Victoria Street.

## Opis
Mestna hiša uprizoritvenih umetnosti v Christchurchu je bila zasnovana za predstavitev širokega nabora dejavnosti, vključno z orkestrskimi koncerti in recitali, opernimi, baletnimi in dramskimi produkcijami, glasbeno komedijo, varietejskimi, ljudskimi, rock in jazz koncerti, konvencijami in konferencami. Zasnovala sta ga Sir Miles Warren in Maurice Mahoney iz Warren and Mahoney Architects z akustično pomočjo profesorja Harolda Marshalla.
Gosti številne prireditve, lokalne kulturne in komercialne dogodke, predstave in koncerte. Je dom simfoničnega orkestra Christchurch, mestnega zbora Christchurch in več gledaliških amaterskih skupin.
Ima avditorij z 2200 sedeži, znan po svoji akustiki in gledališče James Hay Theatre z 850 sedeži. Mestna hiša ima več prostorov, ki so dopolnjevali kongresni center Christchurch, vendar je bilo prizorišče na nasprotni strani ulice Kilmore marca/aprila 2012 porušeno.
Orgle Rieger so prav tako v mestni hiši Christchurcha v Avditoriju za uprizoritvene umetnosti, kustos pa je mednarodni koncertni organist Martin Setchell.
Ima tudi sobo Limes in dve konferenčni sobi, ki se uporabljata za različne dogodke in konference.
V pritličju kompleksa je bila prej restavracija The Boaters, ki jo je upravljal Inštitut Ara iz Canterburyja kot prizorišče usposabljanja za gostinstvo. Vendar pa je po prenovi soba Avon zdaj dodana drugim prostorom za prireditve.

## Škoda zaradi potresa
Mestna hiša je bila zaprta zaradi znatne škode, ki jo je povzročil potres v Christchurchu februarja 2011 zaradi utekočinjenja in s tem povezanega bočnega širjenja tal proti reki Avon. Junija 2011 je potekala cenitev objekta za ugotavljanje obsega škode. Oktobra 2012 je osebje v poročilu priporočilo, da se reši le glavni avditorij, preostali del stavbe pa je treba porušiti.
22. novembra 2012 so svetniki v Christchurchu soglasno izglasovali njegovo obnovo po ceni 127,5 milijona dolarjev, od tega bi samo 68,9 milijona dolarjev krilo zavarovanje. Minister za potrese Gerry Brownlee pa bi še vedno lahko vložil veto na načrt. Avgusta 2013 je osebje občine mestnim svetnikom predstavilo štiri možnosti, ki bi obdržale stavbo, po ceni okoli 125 milijonov novozelandskih dolarjev.

### Obnova
Mestni svet Christchurcha je 11. junija 2015 potrdil odločitev, da se bodo popravila mestne hiše Christchurch nadaljevala. Dela so se začela novembra 2015 s temelji, ki bodo zamenjani; v tla bodo nameščeni novi betonski stebri, ki bodo pomagali podpreti in stabilizirati stavbo. Projekt bo dodal tudi izboljšave zasnove mestne hiše – na primer gledališče James Hay, glavni avditorij in restavracija bodo spremenjeni, da bodo odpravili težave, ki so bile prisotne v prvotni postavitvi.
Sprva je bilo pričakovano, da bo obnova končana sredi leta 2018, vendar je bil prvi del uradno odprt šele februarja 2019.

## Registracija dediščine
4. septembra 2020 je bila mestna hiša označena kot zgodovinski kraj kategorije I s strani Heritage New Zealand, kar odraža »izjemen mednarodni in nacionalni pomen« stavbe. Od zgodnjih 2000-ih je bilo prizadevanje za prepoznavo modernistične arhitekture in mestna hiša je primer brutalistične stavbe.